# Staurastrum bieneanum
Staurastrum bieneanum  là một loài Song tinh tảo trong họ Desmidiaceae, thuộc chi Staurastrum.